# Galgudud
Galgudud o Ghelgudud (in Somalo Galguduud; in arabo غالغدودGhālghudūd) è una regione della Somalia (46.126 km²; 800.000 abitanti stimati) con capoluogo Dusa Mareb. È una delle due regioni dello Stato federale del Galmudugh.

## Province
Il Galgudud è suddiviso nelle seguenti province:
- Dusa Mareb capoluogo della Regione del Galgudud.
- El Dere
- El Bur
- Adado
- Abud Uaq